# Alessandro Cagliostro
Alessandro Cagliostro eller greven av Cagliostro, egentligen Giuseppe Balsamo, född 2 juni 1743 i Palermo på Sicilien, död 26 augusti 1795 i fängelset i San Leo i Marche (idag i Emilia-Romagna), var en italiensk äventyrare och ockultist. Han hör till de mest ökända och utskällda representanterna av den gamla visdomsskolan på 1700-talet.

## Biografi

### Uppgång
Cagliostro hette troligen egentligen Giuseppe (Joseph) Balsamo, och var förmodligen av judisk börd. Han satt år 1755 i lära på klosterapoteket i Caltagirone, och inhämtade där en del tydliga kunskaper i kemi, fysik och medicin, men blev på grund av dåligt uppförande bortjagad, och begick därefter olika bedrägerier i Palermo, och tvingades fly därifrån. Enligt egna uppgifter företog han därefter vidsträckta resor i Orienten och lärde grundligt känna dess "hemliga visdom". Efter ett besök på Malta 1767, där han lyckades lura den åldrige malteserstormästaren Manuel Pinto da Fonseca, begav han sig med rekommendationer från denne till Neapel och Rom. I Rom gifte han sig år 1768 med den då 14-åriga gördelmakardottern Lorenza Seraphina Feliciani som han vid flera tillfällen lät prostituera sig för att skaffa medel till deras omtumlande leverne.

### Internationell karriär
Med Lorenza besökte han Frankrike, Spanien, Portugal och England, och uppträdde som andeskådare, undergörare och guldmakare, samt sålde livelexirer, kärleksdrycker och skönhetsvatten. I London, där han kallade sig Cagliostro (efter en släkting till sin mor) och anlade grevetitel, blev han frimurare  och började uppträda som ordensreformator. Gentemot den skotska riten, om vilken han hade högst besynnerliga föreställningar, uppställde han urfrimurerriet eller ”Den egyptiska ritus” (rite égyptien), och stiftade redan 1778 ett par loger i London och Haag och 1779 en tredje i Mitau. Avvisad i Sankt Petersburg och förlöjligad av Katarina II i tre satiriska lustspel, förlade han sin fjärde vinkelloge till Warszawa. Dessa fyra var dock endast så att säga provisoriska, ty den "egyptiska riten" var inte fullt utformad. Den första "rent egyptiska" logen stiftades 8 oktober 1779 i Strasbourg och fick snart talrika efterföljare i Frankrike, Italien, Tyskland och Nederländerna. En del av dessa loger sammanslöts 1783-85 under storloger i Lyon och Paris. Som stormästare fungerade officiellt en hertig av Luxembourg-Montmorency, men den verkliga delningen behöll Cagliostro själv som Grand-Cophta, efter sin föregivna lärofader George Cophton. Det så kallade egyptiska frimureriet stod öppet för både män och kvinnor och hade inte mindre än 90 grader.

### Nedgång och fall
Cagliostro umgicks nu i de högsta samhällsklasser och var rik och ansedd, men 1785 började motgångarna. På en frimurarkonferens i Paris 1785 deklarerade han att Rosenkorset är den sanna och äldsta symbolen för alla mysterier. Här påstås att han i detalj förutsåg vad som kom att hända under och efter den franska revolutionen, och lät sig invecklas i en rad motsägelsefulla uttalanden som starkt skadade hans trovärdighet. Han blev kort därpå inblandad i den beryktade Halsbandsaffären som sedan blev upptakten till drottning Marie-Antoinettes undergång, arresterades och sattes i fängelse i Bastiljen, och utvisades därefter 1786 från Frankrike. Han begav sig därefter till London, där han försökte vinna inträde i en reguljär frimurarloge men avslöjades. Efter att därefter ha begett sig till Rom, arresterades han av inkvisitionen och dömdes 1791 till döden för kätteri, men domen ändrades till livstids fängelse, som han avtjänade i San Leo, Urbino där han avled 1795.
Hustrun, som troget följt honom på alla hans resor, gick därefter i kloster.

## Cagliostro i media
Alessandro Cagliostros liv och leverne har varit föremål för ett stort antal tolkningar inom både musikteater, litteratur och film. Bland annat figurerar släktnamnet Cagliostro i rollen som storförfalskare i den japanska animerade filmen Slottet i Cagliostro (1979), och han själv är huvudperson i Strauss-operetten Cagliostro in Wien.